# 멀티미디어 데이터베이스
멀티미디어 데이터베이스(Multimedia database, MMDB)는 멀티미디어 데이터 모음집이다. 이 멀티미디어 데이터에는 텍스트, 이미지, 그래픽, 객체(소묘, 스케치, 삽화 포함), 애니메이션 시퀀스, 소리, 비디오 등 하나 이상의 주 미디어 자료형이 포함되어 있다.
멀티미디어 데이터베이스 관리 시스템(Multimedia Database Management System, MMDBMS)은 다양한 미디어 소스의, 잠재적으로 다양한 파일 형식으로 표현되는 각기 다른 유형의 데이터를 관리한다. 멀티미디어 자료형 지원을 제공하고 멀티미디어 데이터베이스의 생성, 보관, 접근, 조회, 제어를 용이케 한다.

## MMDB의 내용
멀티미디어 데이터베이스(MMDB)는 하나 이상의 멀티미디어 자료형(예: 텍스트, 이미지, 그래픽 객체, 오디오, 비디오, 애니메이션 시퀀스)을 호스팅한다. 이 자료형들은 크게 3가지로 분류할 수 있다.
- 정적 미디어[3] (시간 비의존성: 이미지, 그래픽 객체)
- 동적 미디어[3] (시간 의존성: 소리, 비디오, 애니메이션)
- 차원적 미디어[3] (3D 게임 및 컴퓨터 지원 설계 프로그램)

### 멀티미디어 자료형 비교
| 매체   | 요소                  | 시간 의존성 |
| ------ | --------------------- | ----------- |
| 그래픽 | 벡터, 영역            | 아니오      |
| 이미지 | 화소                  | 아니오      |
| 오디오 | 소리, 음량            | 예          |
| 비디오 | 래스터 이미지, 그래픽 | 예          |

## 같이 보기
- 데이터베이스
- 멀티미디어